# Puszcza (województwo wielkopolskie)
Puszcza – osada w Polsce, położona w województwie wielkopolskim, w powiecie międzychodzkim, w gminie Międzychód.
Leży przy drodze wojewódzkiej nr 199.
Do 2024 r. miejscowość była przysiółkiem wsi Przedlesie. W latach 1975–1998 przysiółek położony był w województwie gorzowskim.